# Governo Sigurdur Ingi Jóhannsson
O Governo Sigurdur Ingi Jóhannsson foi um governo formado a partir dos resultados das Eleições legislativas na Islândia em 2013. Era liderado por Sigurdur Ingi Jóhannsson, e integrava o Partido do Progresso e o Partido da Independência.
Este governo substituiu o Governo de Sigmundur Davíd Gunnlaugsson, na sequência do caso dos Panama Papers, que afetou Sigmundur Davíd Gunnlaugsson.
Esteve em funções entre 7 de abril de 2016 e 11 de janeiro de 2017.

| Governo                          | Primeiro-ministro        | Partidos                                      |
| -------------------------------- | ------------------------ | --------------------------------------------- |
| Governo Sigurdur Ingi Jóhannsson | Sigurdur Ingi Jóhannsson | Partido do Progresso Partido da Independência |

| Cargo                                        | Titular                    | Partido                  |
| -------------------------------------------- | -------------------------- | ------------------------ |
| Primeiro-ministro                            | Sigurdur Ingi Jóhannsson   | Partido do Progresso     |
| Ministra dos Negócios Estrangeiros           | Lilja Dögg Alfreðsdóttir   | Partido do Progresso     |
| Ministro da Pesca e da Agricultura           | Gunnar Bragi Sveinsson     | Partido do Progresso     |
| Ministra do Ambiente e dos Recursos Naturais | Sigrún Magnúsdóttir        | Partido do Progresso     |
| Ministra da Indústria e do Comércio          | Ragnheiður Elín Árnadóttir | Partido da Independência |
| Ministo das Finanças e da Economia           | Bjarni Benediktsson        | Partido da Independência |
| Ministro da Educação e da Cultura            | Illugi Gunnarsson          | Partido da Independência |
| Ministra do Interior                         | Ólöf Nordal                | Partido da Independência |
| Ministro da Saúde                            | Kristján Þór Júlíusson     | Partido da Independência |
| Ministra dos Assuntos Sociais e da Habitação | Eygló Harðardóttir         | Partido do Progresso     |